# Zatrubnění toku
Zatrubnění toku je převedení přirozeného vodního toku do potrubí.

## Účel
K tomuto řešení se přistupuje v případech postupu povrchové těžby krajinou nebo při průchodu toků zástavbou.

## Příklady

### Řeka Bílina
V místě mezi obcemi Vysoká Pec a Komořany na Mostecku, kde jsou svedeny všechny dopravní a inženýrské sítě do tzv. ervěnického koridoru, byla zatrubněna řeka v úseku o délce 3,5 km. Vede čtyřmi řady (jeden záložní) a převádí vodu v oblasti geologicky nestabilních míst poblíž lomu ČSA. Do budoucna je v rámci rekultivací plánována úprava do přírodě blízkého stavu.

### Mračný potok
Potok vedoucí za chemickými závody poblíž Mostu. Díky mnoha přeložkám a okolní těžbě byl tok zatrubněn v délce cca 2 km.